# Jurij Bizjak

Bischofswappen von Jurij Bizjak

Jurij Bizjak (* 22. Februar 1947 in Col) ist ein slowenischer Geistlicher und emeritierter römisch-katholischer Bischof von Koper.

## Leben
Jurij Bizjak empfing am 29. Juni 1971 die Priesterweihe.
Johannes Paul II. ernannte ihn am 30. Oktober 2001 zum Weihbischof in Koper und Titularbischof von Gergis. Der Bischof von Koper, Metod Pirih, spendete ihm am 15. Dezember desselben Jahres die Bischofsweihe; Mitkonsekratoren waren Franc Kramberger, Bischof von Maribor, und Franc Rodé CM, Erzbischof von Ljubljana. Als Wahlspruch wählte er Pogum, vse ljudstvo v deželi (sinngemäß: Mut allen Menschen des Landes). 
Papst Benedikt XVI. ernannte ihn am 26. Mai 2012 zum Bischof von Koper. Am 29. November 2024 nahm Papst Franziskus das altersbedingte Rücktrittsgesuch von Jurij Bizjak an.